# Wim Van de Velde
Wim Van de Velde (17 september 1968) is een Vlaamse acteur.

## Rollen

### Spoed
Jos Blijlevens (2000 tot 2003). Hij is een prima arts, maar ook een echte vrouwengek. Wanneer hij de moordenaar van zijn goede vriend en collega Cisse moet redden, laat hij hem aan zijn lot over. Hij neemt ontslag en vertrekt samen met zijn vriendin Fien en zijn dochtertje Jozefien naar Rwanda.

### Familie
Bart Van den Bossche (1997 tot 2000). De jonge Bart was na een tijdsprong al heel wat jaartjes ouder geworden. Wim Van de Velde nam de rol van de nieuwe Bart op zich. Enkele jaren later verdween het personage uit de serie. Later keerde het personage terug, maar dan gespeeld door Chris Van Tongelen.

### Thuis
- Ruben Huisman in Thuis (2016-2017)

- Tony (gevaarlijke drugsdealer) in Thuis (2006)
- Meester Thuy in Thuis (2005)

Andere
- Tennisvriend van Marcus in Kosmoo (2016)
- Onbekend in Vermist V (2014)
- Frank in Rox (2012)
- Manuel Van Damme in Aspe (2012)
- Ken Deceuninck in Dag en Nacht (2010)
- Howard in Zone Stad (2010)
- Agent in De Rodenburgs (2009, 2010)
- Uitbater Karting in Spring (2006)
- Lodewijk Deman in Flikken (2005)
- Valentijn Heydens in Aspe (2004)
- Fred Annaka in Wittekerke (2004)
- Rudy in Zone Stad (2004)
- Ludo Verschaeve in Rupel (2004)
- Mario in F.C. De Kampioenen (1997)
- Mr. De Roeck in Chez Bompa Lawijt (1996)